# Liste des équipes continentales en 2007
Cet article liste les équipes continentales en 2007.

## Liste des équipes

### Équipe africaine
| Code UCI | Nom de l'équipe | Pays           |
| -------- | --------------- | -------------- |
| KON      | Konica Minolta  | Afrique du Sud |

### Équipes américaines
| Code UCI | Nom de l'équipe                                  | Pays       |
| -------- | ------------------------------------------------ | ---------- |
| MEM      | Memorial-Fupes-Santos                            | Brésil     |
| SCF      | Scott-Marcondes Cesar-Fadenp São José dos Campos | Brésil     |
| CAL      | Calyon-Litespeed                                 | Canada     |
| SYM      | Symmetrics                                       | Canada     |
| EVA      | Valée de l'Aluminium de Vinci                    | Canada     |
| VWT      | Volkswagen-Trek                                  | Canada     |
| BOY      | Boyacá Es Para Vivirla-Marche                    | Colombie   |
| CAI      | Caico                                            | Colombie   |
| CEP      | Colombia es Pasión                               | Colombie   |
| UOT      | UNE-Orbitel                                      | Colombie   |
| AEG      | AEG Toshiba-Jetnetwork                           | États-Unis |
| BMC      | BMC Racing                                       | États-Unis |
| COL      | Colavita-Sutter Home-Cooking Light               | États-Unis |
| JBC      | Jelly Belly                                      | États-Unis |
| KBM      | Kelly Benefit Strategies-Medifast                | États-Unis |
| OSN      | Kodakgallery.com-Sierra Nevada Brewing Co.       | États-Unis |
| NER      | Nerac                                            | États-Unis |
| PHB      | Priority Health-Bissell                          | États-Unis |
| RAP      | Rite Aid                                         | États-Unis |
| RRC      | Rock Racing                                      | États-Unis |
| SLP      | Successfulliving.com-Parkpre                     | États-Unis |
| JIT      | The Jittery Joe's                                | États-Unis |
| TUT      | Toyota-United                                    | États-Unis |
| FBN      | Fullerton Bicycles-Novo                          | Mexique    |
| TUA      | Tecos de la Universidad Autónoma de Guadalajara  | Mexique    |

### Équipes asiatiques
| Code UCI | Nom de l'équipe                      | Pays           |
| -------- | ------------------------------------ | -------------- |
| MPC      | Discovery Channel-Marco Polo         | Chine          |
| HKG      | Hong Kong                            | Hong Kong      |
| PSN      | Polygon Sweet Nice                   | Indonésie      |
| IAU      | Islamic Azad University              | Iran           |
| MES      | Mes Kerman                           | Iran           |
| AIS      | Aisan Racing                         | Japon          |
| MTR      | Matrix Powertag                      | Japon          |
| MYT      | Miyata                               | Japon          |
| NIP      | Nippo Corporation-Meitan Hompo-Asada | Japon          |
| L2A      | LeTua                                | Malaisie       |
| DOT      | Doha                                 | Qatar          |
| GNT      | Giant Asia Racing                    | Taipei chinois |

### Équipes européennes
| Code UCI | Nom de l'équipe                              | Pays        |
| -------- | -------------------------------------------- | ----------- |
| 3CG      | 3C-Gruppe Lamonta                            | Allemagne   |
| AKU      | Akud Rose                                    | Allemagne   |
| ARH      | Atlas Romer's Hausbäckerei                   | Allemagne   |
| HVH      | Heinz von Heiden-Focus                       | Allemagne   |
| ISA      | Isaac                                        | Allemagne   |
| ITA      | Ista                                         | Allemagne   |
| CTM      | Milram Continental                           | Allemagne   |
| TNB      | Notebooksbilliger.de                         | Allemagne   |
| TRS      | Regiostrom-Senges                            | Allemagne   |
| TSP      | Sparkasse                                    | Allemagne   |
| TET      | Thüringer Energie                            | Allemagne   |
| RAD      | RC Arbö Resch & Frisch Gourmetfein Wels      | Autriche    |
| SWI      | Swiag                                        | Autriche    |
| FLA      | Babes Only-Villapark Lingemeer-Flanders      | Belgique    |
| FID      | Fidea                                        | Belgique    |
| DLV      | Davitamon-Win For Life-Jong Vlaanderen       | Belgique    |
| DAV      | Davo                                         | Belgique    |
| JAR      | Jartazi-Promo Fashion Continental            | Belgique    |
| KLA      | Klaipeda-Splendid                            | Belgique    |
| PCO      | Palmans Collstrop                            | Belgique    |
| PBH      | Pictoflex Thompson Hyundai                   | Belgique    |
| PCW      | Pôle Continental Wallon Bodysol-Euromillions | Belgique    |
| PZC      | Profel Ziegler Continental                   | Belgique    |
| STO      | Storez-Ledecq Matériaux                      | Belgique    |
| SUN      | Sunweb Pro Job                               | Belgique    |
| UNT      | Unibet.com Continental                       | Belgique    |
| ABM      | Yawadoo-ABM-TV-Vlaanderen                    | Belgique    |
| CCB      | Club Bourgas                                 | Bulgarie    |
| DES      | Designa Køkken                               | Danemark    |
| TPH      | GLS                                          | Danemark    |
| GLU      | Glud & Marstrand Horsens                     | Danemark    |
| TOE      | Odense Energi                                | Danemark    |
| VBT      | Vision Bikes-Løgstør Parkhotel               | Danemark    |
| SPI      | Extremadura-Spiuk                            | Espagne     |
| GNM      | Grupo Nicolás Mateos                         | Espagne     |
| ORB      | Orbea-Oreka SDA                              | Espagne     |
| VMC      | Viña Magna-Cropu                             | Espagne     |
| KCT      | Kalev Chocolate                              | Estonie     |
| AUB      | Auber 93                                     | France      |
| BAL      | Bretagne Armor Lux                           | France      |
| RLM      | Roubaix Lille Métropole                      | France      |
| TKT      | Technal Kastro                               | Grèce       |
| TCX      | Cornix                                       | Hongrie     |
| PNB      | P-Nívó Betonexpressz 2000 Kft.se             | Hongrie     |
| SKT      | Murphy&Gunn-Newlyn-M Donnelly-Sean Kelly     | Irlande     |
| COS      | Kio Ene-Tonazzi-DMT                          | Italie      |
| MIE      | Miche                                        | Italie      |
| UCE      | Universal Caffé-Ecopetrol                    | Italie      |
| RBR      | Rietumu Bank-Riga                            | Lettonie    |
| CCD      | Differdange Continental                      | Luxembourg  |
| TMB      | Maxbo Bianchi                                | Norvège     |
| SPA      | Sparebanken Vest                             | Norvège     |
| BEC      | B&E Koopmans                                 | Pays-Bas    |
| CJP      | Jo Piels                                     | Pays-Bas    |
| KST      | KrolStone Continental                        | Pays-Bas    |
| LLF      | Line Lloyd Footwear                          | Pays-Bas    |
| LOW      | Löwik Meubelen                               | Pays-Bas    |
| FPT      | P3 Transfer-Fondas                           | Pays-Bas    |
| RB3      | Rabobank Continental                         | Pays-Bas    |
| PCH      | Time-Van Hemert                              | Pays-Bas    |
| UBB      | Ubbink-Syntec                                | Pays-Bas    |
| VVE      | Van Vliet-EBH-Advocaten                      | Pays-Bas    |
| SPL      | CCC Polsat Polkowice                         | Pologne     |
| DHL      | DHL-Author                                   | Pologne     |
| DNS      | Dynatek                                      | Pologne     |
| LEG      | Legia-TV4                                    | Pologne     |
| MPM      | MapaMap-BantProfi                            | Pologne     |
| WEL      | Weltour                                      | Pologne     |
| BHL      | Barbot-Halcon                                | Portugal    |
| DUJ      | Duja-Tavira                                  | Portugal    |
| FRM      | Fercase-Rota dos Móveis                      | Portugal    |
| MAI      | LA-MSS                                       | Portugal    |
| LSE      | Liberty Seguros                              | Portugal    |
| MAD      | Madeinox Bric Loulé                          | Portugal    |
| RIB      | Riberalves-Boavista                          | Portugal    |
| ASC      | Vitória-ASC                                  | Portugal    |
| ASP      | AC Sparta Praha                              | Tchéquie    |
| ADP      | ASC Dukla Praha                              | Tchéquie    |
| BEI      | CK Pribram BEI                               | Tchéquie    |
| NTC      | NCH Cube                                     | Tchéquie    |
| PSK      | PSK Whirlpool Hradec Krlove                  | Tchéquie    |
| PCA      | Plowman Craven-Evans Racing                  | Royaume-Uni |
| RCY      | Recycling.co.uk                              | Royaume-Uni |
| MST      | Moscow Stars                                 | Russie      |
| PRE      | Premier                                      | Russie      |
| CEO      | Cinelli-Endeka-OPD                           | Saint-Marin |
| DUK      | Dukla Trenčín Merida                         | Slovaquie   |
| ADR      | Adria Mobil                                  | Slovénie    |
| PER      | Perutnina Ptuj                               | Slovénie    |
| RAR      | Radenska Powerbar                            | Slovénie    |
| SAK      | Sava                                         | Slovénie    |
| HAD      | Hadimec                                      | Suisse      |
| AMO      | Amore & Vita-McDonald's                      | Ukraine     |
| ISD      | ISD-Sport-Donetsk                            | Ukraine     |
| NST      | Ukraine Neri Sottoli                         | Ukraine     |

### Équipes océaniennes
| Code UCI | Nom de l'équipe        | Pays      |
| -------- | ---------------------- | --------- |
| FRF      | FRF Couriers-NSWIS     | Australie |
| SLV      | Savings & Loans        | Australie |
| SAI      | Southaustralia.com-AIS | Australie |